# Bezděkov (Bouzov)
Bezděkov (Duits: Besdiekau, soms ter onderscheiding van plaatsen met dezelfde naam Bezděkov nad Třebůvkou genoemd) is een Moravisch dorp, deelgemeente en kadastrale gemeente in de Tsjechische gemeente Bouzov. Bělkovice telt 35 inwoners (2021). Het dorp ligt aan de beek Třebůvka.

## Geschiedenis
- 1350 – De eerste schriftelijke vermelding van Bezděkov.
- 1961 – De gemeente Bezděkov wordt door de gemeente Bouzov geannexeerd.[2]

## Aanliggende (kadastrale) gemeenten
| Aanliggende (kadastrale) gemeenten1 | Aanliggende (kadastrale) gemeenten1 | Aanliggende (kadastrale) gemeenten1 | Aanliggende (kadastrale) gemeenten1 | Aanliggende (kadastrale) gemeenten1 |
| ----------------------------------- | ----------------------------------- | ----------------------------------- | ----------------------------------- | ----------------------------------- |
| Pavlov                              |                                     |                                     |                                     |                                     |
|                                     |                                     |                                     |                                     |                                     |
|                                     | Jeřmaň                              |                                     |                                     |                                     |
|                                     |                                     |                                     |                                     |                                     |
|                                     |                                     | Kozov                               |                                     | Doly                                |

1 Cursief geschreven namen zijn andere kadastrale gemeenten binnen de gemeente Bouzov.